# Sinustrombus
Sinustrombus is een geslacht van weekdieren uit de klasse van de Gastropoda (slakken).

## Soorten
- Sinustrombus latissimus (Linnaeus, 1758)
- Sinustrombus sinuatus (Lightfoot, 1786)
- Sinustrombus taurus (Reeve, 1857)